# Гинтовт, Витольд Михайлович
Вито́льд Миха́йлович Ги́нтовт (бел. Вітольд Міхайлавіч Гінтаўт; 7 марта 1922, деревня Слободщина Минского района Минской области, БССР — 29 сентября 1987, Минск, БССР) — советский танкист-ас, участник Великой Отечественной войны, Герой Советского Союза (24 апреля 1944)

## Биография
Родился 7 марта 1922 года в деревне Слободщина Минского района Минской области. Белорус. Окончил 7 классов. Работал комбайнёром.
В Красной Армии с 1940 года — курсант полковой школы г. Котовска. В боях Великой Отечественной войны с декабря 1942 года.
200-я танковая бригада, 1-я танковая армия, Гинтовтом В. М. и экипажем его танка Т-34 был уничтожен 21 танк противника (официально подтверждённых), из них — 4 тяжёлых танка «Тигр», а также 4 САУ, два танка один из них «Пантера» захвачены исправными в ходе боев, 27 орудий, 80 автомашин и более сотни солдат и офицеров противника. Из них 6 танков в одном бою.
Первый серьёзный бой принял в близ д. Рябиновка, (Калининское направление). Тяжёлый танковый бой продолжался более трёх часов. Маневрируя, механик-водитель подставлял под ответный огонь лобовую броню танка. После боя на поле чёрными факелами дымили более десятка танков и бронемашин, по армии была распространена листовка, в которой говорилось, что в результате боя, уничтожая противника, тридцатьчетвёрка получила 17 попаданий, а танк и экипаж уцелел благодаря мастерству и мужеству механика-водителя.
В следующем бою зимой при обороне высотки, поддерживая окопавшуюся пехоту, после нескольких выстрелов по атакующим танкам и пехоте противника подбив два танка, танковая пушка вышла из строя. В этом бою у немцев, атакующих тридцатьчетвёрку лёгкими и средними танками, почти не было ни какого шанса, несмотря на преимущество в двенадцать к одному. На замолчавшую тридцатьчетвёрку навалились со всех сторон. Экипажу ничего не оставалось, как начать «организованный» выход из боя. Двигаясь задним ходом, танк получил снаряд, который заклинил башню, а от следующего попадания двигатель танка заглох. В поле стоял обездвиженный танк с экипажем. Фашистские солдаты окружили танк и, стуча прикладами, предлагали сдачу в плен. Башенный стрелок в ответ бросил пару гранат. После этого гитлеровцы набросили на танк брезент и, облив соляркой из баков танка, попытались его поджечь. В это время Гинтовт лихорадочно устранял неисправность и пытался завести танк. Немцы подогнали и поставили перед тридцатьчетвёркой вплотную лёгкий танк и в этот момент Гинтовт сумел запустить двигатель. Тридцатьчетвёрка таранным ударом опрокинула танк противника, сбросив с себя огненное покрывало, вырвалась из кольца. Но через несколько минут уходящий танк получил снаряд в кормовую броню. Чудом остался в живых из экипажа только механик-водитель. Раненый он всё же привел подбитую машину к своим.
Участвуя в Орловско-Курском сражении, танковая рота, в составе которой находился Гинтовт, прикрывала шоссе, связывающее Курск с Белгородом, в районе д. Верхопенье. Танкисты за одну ночь оборудовали капониры, превратив свои танки в огневые точки. На этом участке приняло участие в атаке на позиции роты 30 танков и самоходных орудий типа Т-3, Т-4, «Тигр», «Пантера», «Фердинанд». Пропустив основную атакующую группу танков на отвлекающих в глубине обороны и открывших огонь нескольких экипажей, танкисты заставили «Тигры» и «Пантеры» подставить бортовую броню. В этом сражении Гинтовт увеличил свой боевой счёт на четыре танка и бронетранспортёр и прибавил к медали «За отвагу» орден «Отечественной войны» 1-й степени.
В районе города Богодухов, преследуя отступающие части противника, танковое подразделение, в состав которого входил Гинтовт, подверглось обстрелу их дальнобойных орудий. Гинтовт предложил командиру своего танка обойти деревню с фланга, используя рельеф местности и редкую растительность, сблизиться с батареей и в момент перезарядки орудий проскочить простреливаемую площадь. Танк проскочил зону обстрела, оказался в тылу и стал уничтожать орудийные расчёты. В результате данных действий экипажа было захвачено 12 боеспособных с почти полным боекомплектом орудий.
Под Винницей подразделение танков вышло к полустанку на железнодорожном перегоне «Винница-Жмеринка», захватив его и перерезав железную дорогу. Был уничтожен эшелон с 380 солдатами и офицерами, 5 самоходных орудий, несколько бронетранспортёров, в результате чего на несколько дней было парализовано движение на железнодорожном перегоне. Танк Гинтовта В. М. один, из 10 танков с десантом из автоматчиков и саперов посланных 21.03.44г. на захват и удержание до подхода основных сил корпуса крупного железнодорожного и шоссейного узла снабжения баз противника, с боем по бездорожью прорвался в г. Гусятин, блокировав железнодорожную ветвь с тремя составами военной техники и составом продовольствия и имущества. Разделив экипаж, на трофейной «Пантере» из эшелона и Т-34 более суток удерживал город до подхода основных сил отбив три контратаки танков и пехоты противника (журнал боевых действий бригады). В ознаменование данной победы 45-й гвардейской танковой бригаде было присвоено почётное звание «Гусятинская».
После освобождения города Гусятин и выхода на государственную границу Румынии батальон был возвращён для уничтожения немецкой группировки около реки Днестр. Было дано задание прорваться в центр вражеской группировки и, захватив аэродром, лишить противника возможности снабжения войск продуктами, боеприпасами. При захвате аэродрома было уничтожено 4 самолёта. В течение двух суток противник контратаковал батальон, понёсший большие потери. В этом бою погиб комбат майор Десятков, были подбиты и сожжены почти все танки батальона. Гинтовту и еще двум экипажам ещё сутки пришлось отбивать атаки противника. Лишённая поддержки снабжения, группировка была уничтожена и взята в плен.
Экипаж Гинтовта первый вышел на государственную границу Румынии. Первыми 4 марта танкисты 45-й гвардейской танковой бригады полковника Моргунова М. В. вышли и на побережье Балтики и отослали флягу морской воды в военный совет фронта. Первой форсировала Шпрее 45-я гвардейская танковая бригада, которая овладела Трептов-парком. Когда его танк вошёл в Трептов-парк, а затем вместе с другими войсками подошёл к Рейхстагу, уже были бои под Ржевом и Москвой, на Курской дуге, форсирование Вислы, Влтавы и Одера, освобождение городов и сёл Чехословакии Румынии, Украины и Польши, и более 100 танковых атак, дважды горел в танке и три раза менял свой танк в результате вывода из строя противником, за время боевых действий получил три ранения и контузию.
Указом Президиума Верховного Совета СССР от 24 апреля 1944 года за образцовое выполнение боевых заданий командования на фронте борьбы с немецко-фашистским захватчиками и проявленные при этом мужество и героизм старшине Гинтовту Витольду Михайловичу присвоено звание Героя Советского Союза с вручением ордена Ленина и медали «Золотая Звезда».
После войны В. М. Гинтовт продолжил службу в армии до 1946 года. Жил в Минске, работал прорабом СУ-15 «Спецстрой», дважды награждён грамотами Верховного совета БССР, орденом Октябрьской Революции за доблестный труд и медалью «
За трудовое отличие». В 1949 году окончил Минский автомобильный техникум.
Скончался 27 сентября 1987 года. Похоронен на кладбище деревни Королев Стан Минского района Минской области.

## Память
- 23 марта 1990 года имя В. М. Гинтовта присвоено улице микрорайонов «Уручье-5 и Уручье-6» в г. Минске.
- Улица названа именем В.М. Гинтовта в деревне Слободщина Минского района Минской области.
- В. М. Гинтовт навечно зачислен в списки личного состава 1-й разведывательной роты, 9-го отдельного разведывательного батальона, 11-й отдельной гвардейской механизированной бригады.
- 30 мая 2022 года имя В. М. Гинтовта присвоено средней школе № 202 г. Минска[2]. В школьном музее одна из экспозиций посвящена В. М. Гинтовту (документы из семейного архива, фотографии, открыта выставка, посвящённая жизненному пути героя)[2].
- 11 июня 2022 года в Минске открыта мемориальная доска в честь танкиста В. Гинтовта[3]. Установлена на здании средней школы № 202.

## Награды

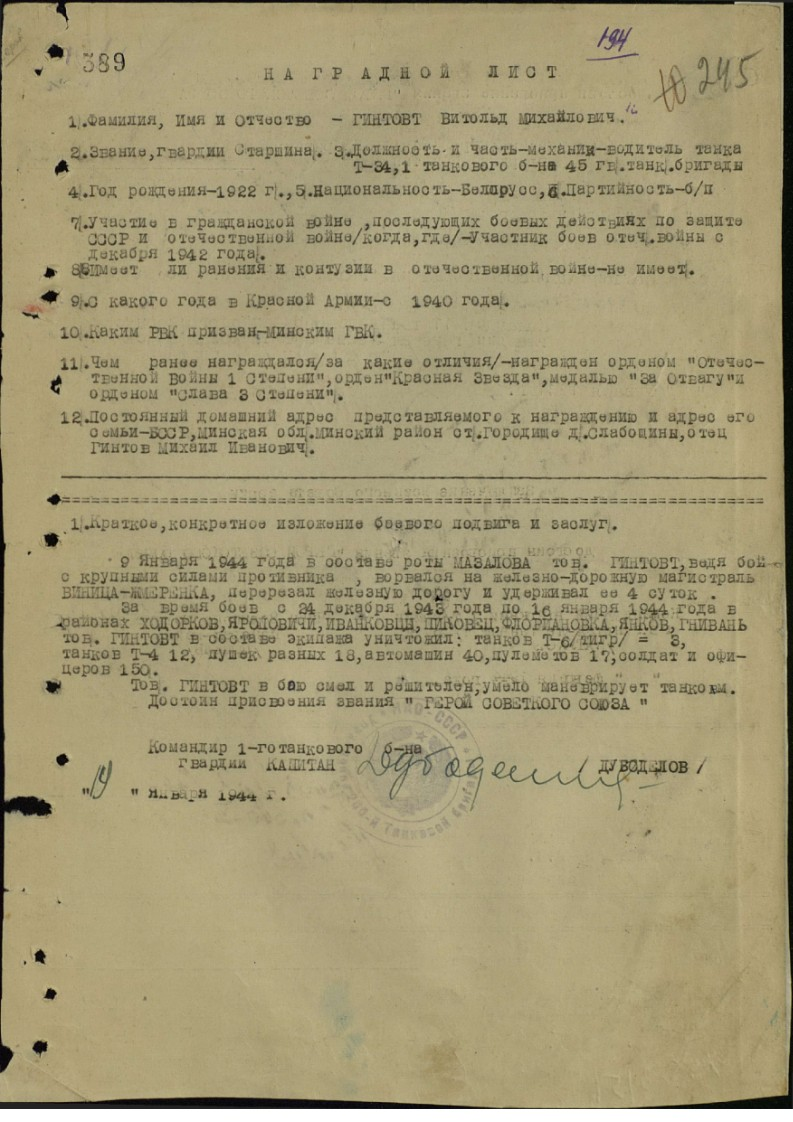
Наградной лист В. М. Гинтовта.

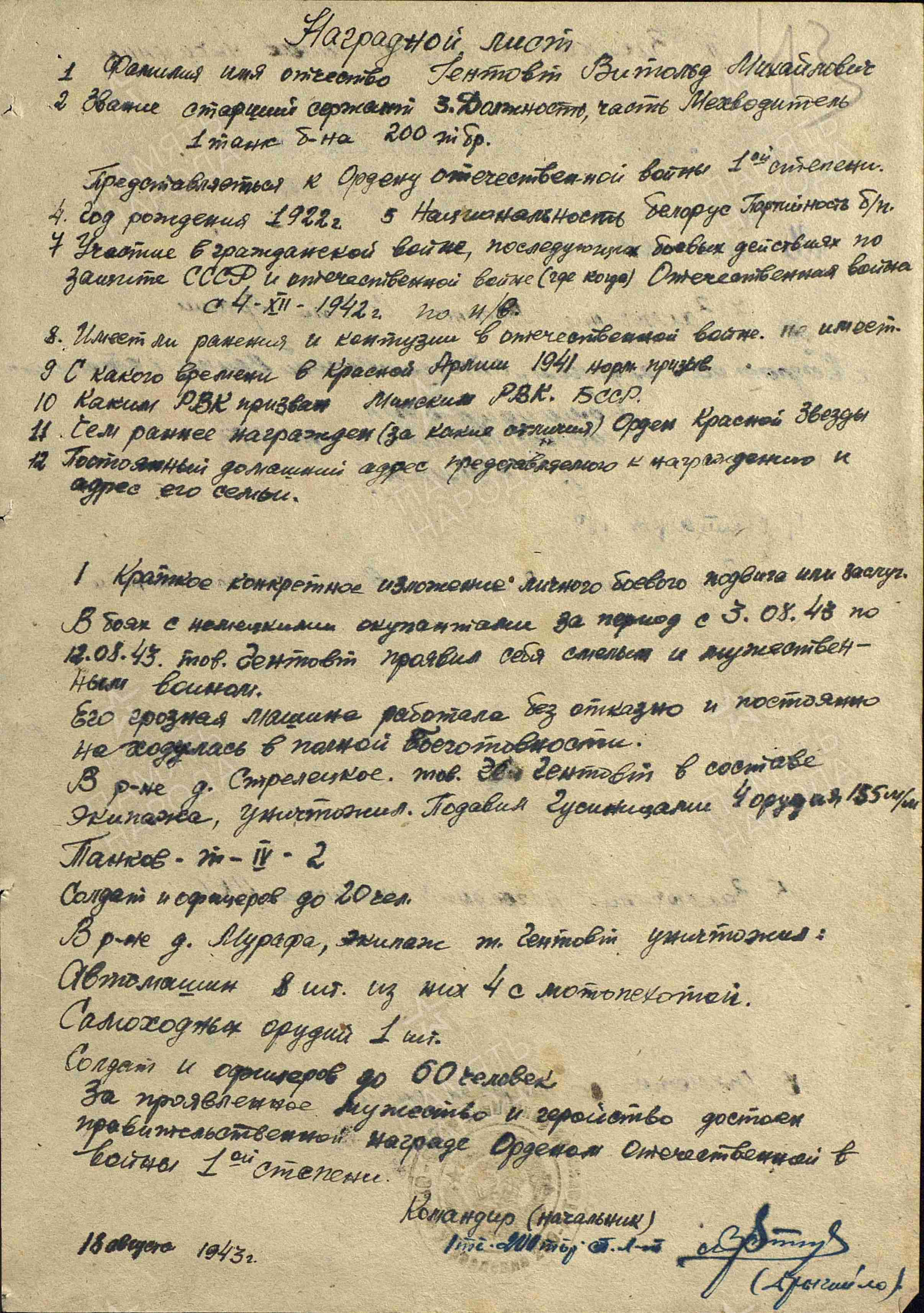

- Наградной на орден Славы III«Золотая Звезда» Героя Советского Союза (24 апреля 1944)[4]
- Орден Ленина (24 апреля 1944)[4]
- Орден Октябрьской Революции

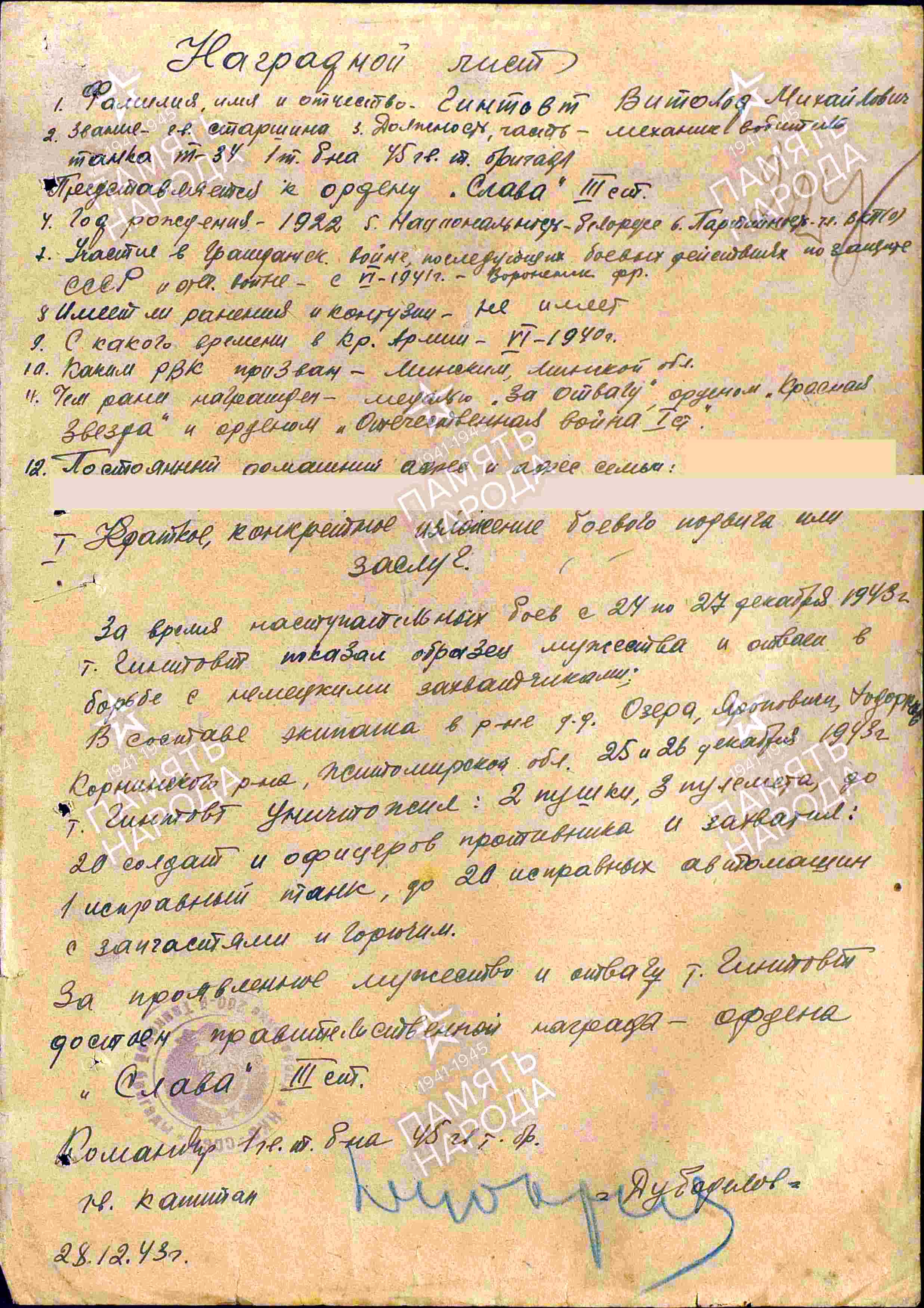
Наградной на орден Славы III

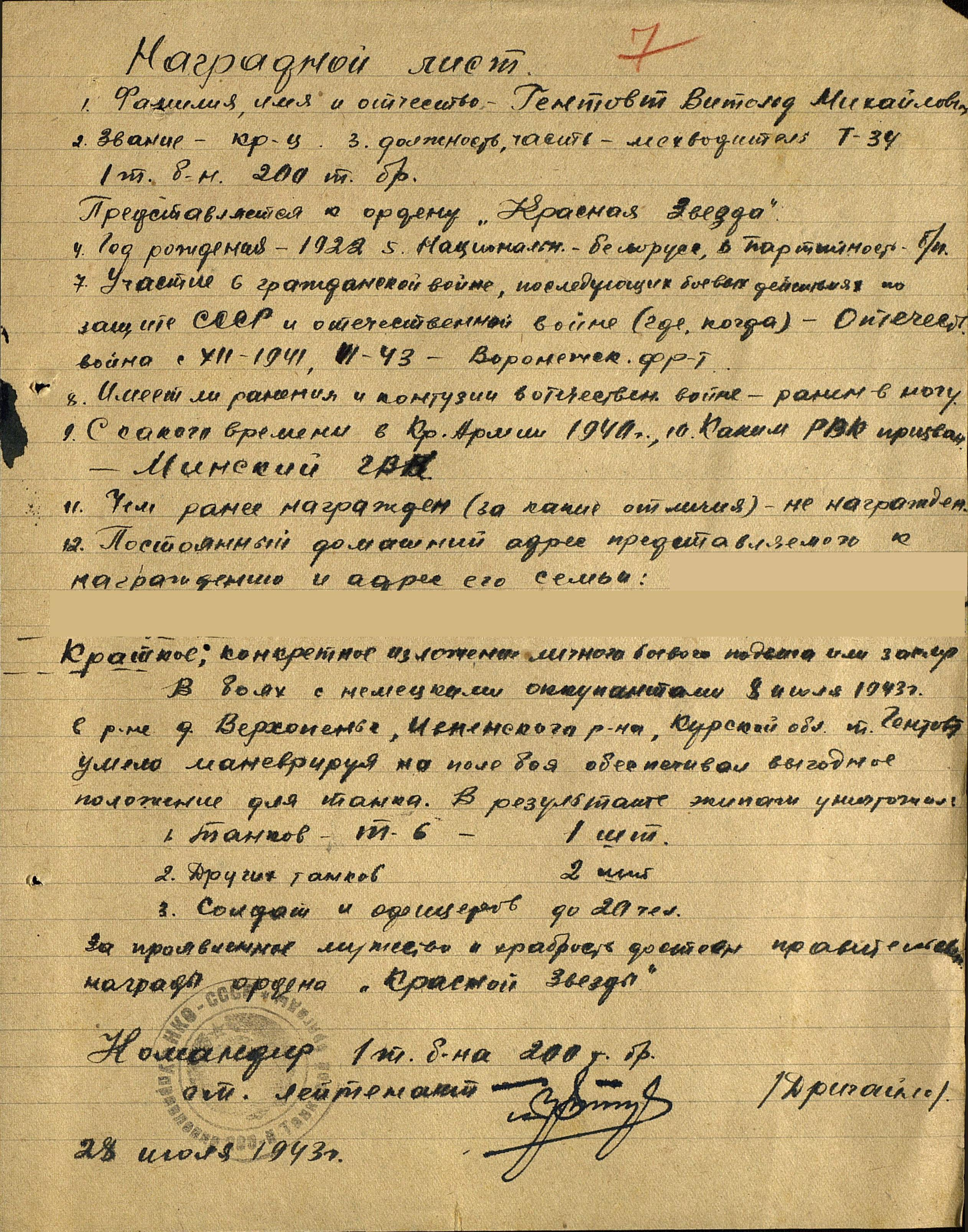

- Два ордена Отечественной войны I степени[5][6]
- Орден Красной Звезды[7]
- Орден Славы III степени
- Медали, в том числе:
  - Медаль «За отвагу»;
  - Медаль «За освобождение Варшавы»[8]
  - Медаль «За взятие Берлина» (1945)
  - Медаль   «За победу над Германией»
  - Медаль   «За трудовое отличие»

## Семья
- Отец — Михаил Иванович Гинтовт.
- Мать — Мария Ивановна Гинтовт.
- Дочь — Тамара Витольдовна Гинтовт (Некрашевич).
- Сын — Сергей Витольдович Гинтовт.

## Документы
- Наградной лист В. М. Гинтовта, ЦАМО. Страницы 1 и 2.
- Архив МО СССР, ф. 676, оп. 382898, д. 1, л. 23.
- Архив МО СССР, ф. 300, оп. 3112, д. 3, л. 322.
- Архив МО СССР, ф. 676, оп. 382898, д. 1, л. 23.